# Racial Holy War
RAHOWA (RaHoWa) är en vit makt-akronym för Racial Holy War (Heligt Raskrig), som avser det, enligt personer som kämpar för den vita rasens överlägsenhet, kommande kriget mellan vita och fienden, de andra raserna, vilket kommer att sluta med vit seger och världsherravälde.
RaHoWa var även ett kanadensiskt vit makt-band.